# Představa o nekomplikovaném životě s mužem
Představa o nekomplikovaném životě s mužem je kniha dánské spisovatelky Helle Helle. Vyšla v roce 2002, v češtině v roce 2004.

## Děj
Kniha Představa o nekomplikovaném životě s mužem je příběh o Susanne, která hned v úvodu příběhu najde svého muže mrtvého v posteli. Dále se nedozvídáme o příčině jeho smrti, neboť autorka se věnuje čistému popisu situace a událostí. Susanne pracuje jako uklízečka v nemocnici, kde se pravidelně potkává s Luffem a jeho ženou Ester. Ta se snaží se svým manželem otěhotnět, ale vždy, když se jí to podaří, tak brzy potratí. Po třetím potratu dala Ester výpověď z nemocnice. Susanne dává také výpověď na popud svého manžela Kima, který píše několik let knihu. Spolu si koupili auto, ale Susanne se bála ve městě řídit, tak se raději dopravovala pomocí jiných dopravních prostředků. V knize se můžeme dozvědět něco blíže ze vztahu těchto dvou manželů, zejména z jejich rozhovorů – strohé, bez emocí, každý je uzavřený ve svém světě. Ať už je to při vaření, při poslouchání hudby a sledování televize. Zakrátko si Susanne našla práci a začala dojíždět do domácností, kde se věnovala úklidu. Tato nová práce ji naplňovala, byla zase pánem svého času a svých financí. Podařilo se jí také vyhrát nějaké peníze, které před Kimem ukryla. Když se jednoho dne vracela z úklidu, tak narazila na Ester, tu samou Ester z nemocnice. Je ráda, že se potkaly, i když jsou každá úplně jiná a odlišná. Ester je živá, bezprostřední, nemá problém navazovat nové vztahy. Susanne byla odlišná. Jednoho dne jí Ester zavolala a požádala o schůzku. Dlouho si povídaly, Susanne se dozvěděla, že matka Ester je velmi nemocná, proto si nemá s kým popovídat a ozvala se právě jí. Dále se dozvídá nepříjemnou zprávu o podvádění manžela Ester. Luffa se tajně stýká s nějakou milenkou a přitom čeká dítě s Ester. Ester je rázná žena a proto se rozhodla Luffu ze svého bytu vyhodit. V bytě byla poté Ester sama a všechno na ni doléhalo. Rozchod, samota, nenarozené dítě. Po jednom rozhovoru se Susanne ji poprosila o poskytnutí azylu u nich doma. Tímto rozhodnutím se do domácnosti Susanne a Kima nastěhuje třetí osoba spolu s nenarozeným dítětem. Susanne svoji kamarádku nemohla odmítnout a ta jakoby tušila, že ji Susanne nemůže odmítnout. Nastěhování Ester do bytu k Susanne a ke Kimovi vyvolá problémy a změní jejich životy. Kimovi se to od začátku vůbec nelíbí, neboť mají malý dvoupokojový byt a netušil, jak se tam mohou všichni vměstnat. Dalším problémem bylo pro Kima narušení jeho soukromí. Jelikož psal knihu, tak se potřeboval na svoji práci plně soustředit, což se mu za nové situace v bytě moc nedařilo. Ester je v osmém měsíci těhotenství a spí u nich doma na gauči, snaží se chodit se Susanne na nákupy a hlavně ji donutila, aby s ní chodila na těhotenskou jógu. Susanne se čím dál více cítí osamělá a podniká cesty do města, do obchodního centra, aby byla chvíli bez Ester a Kima. Ester byla pořád zatvrzelá a nechtěla si v žádném případě promluvit s Luffem. Ester se začala v domácnosti Susanne a Kima chovat jako doma a ne jako na návštěvě. Občas zničila nějaký spotřebič a nepřispívala Susanne na jídlo. Veškeré nákupy obstarávala právě pouze Susanne. Ester si chodila po nákupech, na kosmetiku, ke kadeřnici. Veškerá péče o domácnost tak zůstala na bedrech Susanne. Dalším problémem byla změna chování Kima, který se najednou začal více starat o Ester, neustále se spolu bavili, vtipkovali, laškovali, obskakoval ji a neustále zjišťoval, jestli náhodou Ester něco nepotřebuje. Susanne to začalo čím dál více mrzet a trápit, proto také chodívala často z bytu sama někam pryč. Cítila se sama a ostrčená a také trochu žárlila na Ester. Její žárlivost postupně narůstala, když se Kim stále více choval přívětivě, mile a galantně k Ester. Jednoho si Ester nešťastně zlomila zápěstí a Susanne s ní musela jít do nemocnice, kde narazila na Luffa s jinou ženou. Dalším zajímavým momentem v knize bylo to, když šla Susanne omluvit Ester z těhotenské jógy, kam už nemohla chodit kvůli svému zranění. Susanne začal lektor jógy na chodbě líbat a pozval ji na večeři, což jí opět umožnilo více přemýšlet o jejím manželství, o kterém nevěděla, zda má ještě vůbec nějakou cenu. Na druhou stranu nechtěla zůstat sama. Později polibku s lektorem litovala, ale stále ji štvala situace v bytě s Ester, která se přestěhovala po svém úrazu do jejich ložnice, kde s ní spával Kim, protože tam měl svoji pracovnu. Jednoho dne se konečně Ester odhodlala promluvit si s Luffem a vše nasvědčovalo tomu, že by se ti dva mohli usmířit a odstěhovat se tak zpátky do jejich bytu. Manželé tak pozvali Luffa k sobě do bytu, aby si s Ester mohli v klidu popovídat a oni mezitím šli do kina, po návratu domů však zjistili, že Luffa nedorazil a Ester mezitím praskla plodová voda. V porodnici byla Susanne, která nakonec Luffa sehnala, svědkem toho, že se jim narodila krásná zdravá holčička. Susanne se vrátí domů a žije svůj život s Kimem, jezdí spolu na výlety, manželé spolu dál žijí bez dětí.

## Sloh
Kniha spisovatelky Helle Helle je psána jednoduchým a strohým stylem, který nezabředává do okázalých popisů, zdůvodňování a přikrášlování. Na začátku knihy se dozvídáme, že jeden ze čtyř hlavních hrdinů je nalezen mrtvý v posteli, nicméně poté se vracíme do blíže neurčeného časového období, které zobrazuje manželství Susanne a Kima. Do jejich vztahu vstupuje Ester, která jim připraví nejednu „horkou chvilku“. Autorčiným způsobem popisu děje je minimalismus.